# Kalyna Roberge
Kalyna Roberge (Saint-Étienne-de-Lauzon, 1º ottobre 1986) è una pattinatrice di short track canadese.

## Biografia
Nel 2006 si è qualificata per le olimpiadi di Torino e ha vinto la medaglia d'argento nella staffetta 3.000 metri gareggiando con le connazionali Alanna Kraus, Amanda Overland e Tania Vicent.
Nel 2010 ha rappresentato il Canada ai Giochi olimpici di Vancouver.
Ha gareggiato in tutte e tre le distanze del programma olimpico, 500, 1.000 e 1.500 metri, nonché nella staffetta 3000 metri.
nella semifinale.
Dopo aver passato le batterie di qualificazione, nelle semifinali dei 500 e dei 1.000 metri si è qualificata per le finali B concludendo la rispettivamente al sesto e quinto posto. Nei 1.500 metri è invece stata eliminata in semifinale. Nella staffetta 3.000 metri con le compagne di nazionale Jessica Gregg, Marianne St-Gelais e Tania Vincent si è qualificata per la finale dove ha confermato il secondo posto già ottenuto alle olimpiadi precedenti, vincendo la seconda medaglia d'argento.

## Palmarès

### Olimpiadi
- 2 medaglie:
  - 2 argenti (3000 m staffetta a Torino 2006; 3000 m staffetta a Vancouver 2010)

### Campionati mondiali di short track
- 12 medaglie:
  - 2 ori (3000 m staffetta a Pechino 2005; 500 m a Milano 2007)
  - 2 argenti (3000 m staffetta a Minneapolis 2006; 3000 m staffetta a Gangwon 2008)
  - 8 bronzi (generale, 500 m e 100 m a Minneapolis 2006; generale e 3000 m staffetta a Milano 2007; 500 m e 1000 m a Gangwon 2008; 3000 m staffetta a Vienna 2009)

### Campionati mondiali di short track a squadre
- 4 medaglie:
  - 4 bronzi (Chuncheon 2005, Montréal 2006, Budapest 2007, Harbin 2008)